# Giải đua ô tô Công thức 1 Úc 2017
Giải đua ô tô Công thức 1 Úc năm 2017 là chặng đua đầu tiên của giải vô địch thế giới Công thức 1 năm 2017. Giải được tổ chức ngày 26 tháng 3 năm 2017, gồm 58 vòng đua với chiều dài hơn 307 km. Nico Rosberg là người chiến thắng trong cuộc đua vào năm 2016, nhưng anh không bảo vệ ngôi vị vô địch của mình khi giải nghệ sau mùa giải 2016.
Tay đua Lewis Hamilton của đội đua Mercedes bất đầu chặng đua này ở vị trí pole, cân bằng kỷ lục sáu lần giành pole ở Úc của Ayrton Senna. Người chiến thắng chặng này là Sebastian Vettel của đội đua Ferrari. Đây là chiến thắng đầu tiên của cả Vettel và Ferrari kể từ giải đua ô tô Công thức 1 Singapore 2015. Hamilton kết thúc ở vị trí thứ hai còn Valtteri Bottas về thứ ba trong màn début của mình cho Mercedes.

## Vòng phân hạng
| TT                  | Số xe | Tay đua            | Đội đua                   | Vòng 1   | Vòng 2   | Vòng 3   | Vị trí |
| ------------------- | ----- | ------------------ | ------------------------- | -------- | -------- | -------- | ------ |
| 1                   | 44    | Lewis Hamilton     | Mercedes                  | 1:24.291 | 1:23.251 | 1:22.188 | 1      |
| 2                   | 5     | Sebastian Vettel   | Ferrari                   | 1:25.510 | 1:23.401 | 1:22.456 | 2      |
| 3                   | 77    | Valtteri Bottas    | Mercedes                  | 1:24.514 | 1:23.215 | 1:22.481 | 3      |
| 4                   | 7     | Kimi Räikkönen     | Ferrari                   | 1:24.352 | 1:23.376 | 1:23.033 | 4      |
| 5                   | 33    | Max Verstappen     | Red Bull Racing-TAG Heuer | 1:24.482 | 1:24.092 | 1:23.485 | 5      |
| 6                   | 8     | Romain Grosjean    | Haas-Ferrari              | 1:25.419 | 1:24.718 | 1:24.074 | 6      |
| 7                   | 19    | Felipe Massa       | Williams-Mercedes         | 1:25.099 | 1:24.597 | 1:24.443 | 7      |
| 8                   | 55    | Carlos Sainz Jr.   | Toro Rosso-Renault        | 1:25.542 | 1:24.997 | 1:24.487 | 8      |
| 9                   | 26    | Daniil Kvyat       | Toro Rosso-Renault        | 1:25.970 | 1:24.864 | 1:24.512 | 9      |
| 10                  | 3     | Daniel Ricciardo   | Red Bull Racing-TAG Heuer | 1:25.383 | 1:23.989 | no time  | 10     |
| 11                  | 11    | Sergio Pérez       | Force India-Mercedes      | 1:25.064 | 1:25.081 |          | 11     |
| 12                  | 27    | Nico Hülkenberg    | Renault                   | 1:24.975 | 1:25.091 |          | 12     |
| 13                  | 14    | Fernando Alonso    | McLaren-Honda             | 1:25.872 | 1:25.425 |          | 13     |
| 14                  | 31    | Esteban Ocon       | Force India-Mercedes      | 1:26.009 | 1:25.568 |          | 14     |
| 15                  | 9     | Marcus Ericsson    | Sauber-Ferrari            | 1:26.236 | 1:26.465 |          | 15     |
| 16                  | 36    | Antonio Giovinazzi | Sauber-Ferrari            | 1:26.419 |          |          | 16     |
| 17                  | 20    | Kevin Magnussen    | Haas-Ferrari              | 1:26.847 |          |          | 17     |
| 18                  | 2     | Stoffel Vandoorne  | McLaren-Honda             | 1:26.858 |          |          | 18     |
| 19                  | 18    | Lance Stroll       | Williams-Mercedes         | 1:27.143 |          |          | 201    |
| 20                  | 30    | Jolyon Palmer      | Renault                   | 1:28.244 |          |          | 19     |
| 107% time: 1:30.084 |       |                    |                           |          |          |          |        |
| Nguồn:              |       |                    |                           |          |          |          |        |

Ghi chú
- ^1  – Lance Stroll bị phạt lùi vị trí xuất phát xuống năm bậc vì thay đổi hộp số không báo trước.[5]

## Vòng đua chính

### Đua
| TT      | Số xe | Tay đua            | Đội đua                   | Số vòng hoàn thành | Thời gian/Lý do bỏ cuộc | Vị trí xuất phát | Điểm |
| ------- | ----- | ------------------ | ------------------------- | ------------------ | ----------------------- | ---------------- | ---- |
| 1       | 5     | Sebastian Vettel   | Ferrari                   | 57                 | 1:24:11.672             | 2                | 25   |
| 2       | 44    | Lewis Hamilton     | Mercedes                  | 57                 | +9.975                  | 1                | 18   |
| 3       | 77    | Valteri Bottas     | Mercedes                  | 57                 | +11.250                 | 3                | 15   |
| 4       | 7     | Kimi Räikkönen     | Ferrari                   | 57                 | +22.393                 | 4                | 12   |
| 5       | 33    | Max Verstappen     | Red Bull Racing-TAG Heuer | 57                 | +28.827                 | 5                | 10   |
| 6       | 19    | Felipe Massa       | Williams-Mercedes         | 57                 | +1:23.386               | 7                | 8    |
| 7       | 11    | Sergio Pérez       | Force India-Mercedes      | 56                 | +1 vòng                 | 10               | 6    |
| 8       | 55    | Carlos Sainz,Jr.   | Toro Rosso                | 56                 | +1 vòng                 | 8                | 4    |
| 9       | 26    | Daniil Kvyat       | Toro Rosso                | 56                 | +1 vòng                 | 9                | 2    |
| 10      | 31    | Esteban Ocon       | Force India-Mercedes      | 56                 | +1 vòng                 | 13               | 1    |
| 11      | 27    | Nico Hülkenberg    | Renault                   | 56                 | +1 vòng                 | 11               |      |
| 12      | 36    | Antonio Giovinazzi | Sauber-Ferrari            | 55                 | +2 vòng                 | 16               |      |
| 13      | 2     | Stoffel Vandoorne  | McLaren-Honda             | 55                 | +2 vòng                 | 18               |      |
| Bỏ cuộc | 14    | Fernando Alonso    | McLaren-Honda             | 50                 | Hỏng lốp                | 12               |      |
| Bỏ cuộc | 20    | Kevin Magnussen    | Haas-Ferrari              | 46                 | Lốp xe                  | 17               |      |
| Bỏ cuộc | 18    | Lance Stroll       | Williams-Mercedes         | 40                 | Phanh                   | 20               |      |
| Bỏ cuộc | 3     | Daniel Ricciardo   | Red Bull Racing-TAG Heuer | 25                 | Động cơ                 | PL1              |      |
| Bỏ cuộc | 9     | Marcus Ericsson    | Sauber-Ferrari            | 21                 | Thuỷ lực                | 14               |      |
| Bỏ cuộc | 30    | Jolyon Palmer      | Renault                   | 15                 | Phanh                   | 19               |      |
| Bỏ cuộc | 8     | Romain Grosjean    | Haas-Ferrari              | 13                 | Thiếu nước              | 6                |      |
| Nguồn:  |       |                    |                           |                    |                         |                  |      |

Chú thích
- ^1  – Daniel Ricciardo bắt đầu cuộc đua từ khu vực pit vì xe của anh bị chết máy khi di chuyển tới vị trí xuất phát và không kịp khởi động lại.

### Bảng xếp hạng giải vô địch sau cuộc đua
|  | TT | Tay đua          | Điểm |
|  | -- | ---------------- | ---- |
|  | 1  | Sebastian Vettel | 25   |
|  | 2  | Lewis Hamilton   | 18   |
|  | 3  | Valtteri Bottas  | 15   |
|  | 4  | Kimi Räikkönen   | 12   |
|  | 5  | Max Verstappen   | 10   |

|  | Pos. | Đội đua                   | Điểm |
|  | ---- | ------------------------- | ---- |
|  | 1    | Ferrari                   | 37   |
|  | 2    | Mercedes                  | 33   |
|  | 3    | Red Bull Racing-TAG Heuer | 10   |
|  | 4    | Williams-Mercedes         | 8    |
|  | 5    | Force India-Mercedes      | 7    |

- Note: Only the top five positions are included for both sets of standings.